# Ancyluris pandama
Ancyluris pandama är en fjärilsart som beskrevs av Saunders 1847. Ancyluris pandama ingår i släktet Ancyluris och familjen Riodinidae. Inga underarter finns listade i Catalogue of Life.